# Посланици на България в Русия и СССР
Този списък е на ръководителите на дипломатическите мисии (посланици, пълномощни министри и др.) на България в Руската империя (в Санкт Петербург / Петроград), Съветска Русия (в Петроград и Москва), Съветския съюз и Руската федерация (в Москва):

## Руска империя
- Константин Стоилов – дипломатически агент, 1883
- Димитър Станчов – дипломатически агент, 1897 – 1906
- Стефан Паприков – дипломатически агент, 1906
- Димитър Цоков – дипломатически агент и пълномощен министър, 1908 – 1909
- Стефан Паприков – пълномощен министър, 1910 – 1912
- Стефан Бобчев – пълномощен министър, 1912 – 1913
- Радко Димитриев – пълномощен министър, 1913 – 1914
- Михаил Маджаров – пълномощен министър, 1914 – 1915

## Съветска Русия
- Стефан Чапрашиков – пълномощен министър, 1918

## Съветски съюз
- Димитър Михалчев – пълномощен министър, 1934 – 1936
- Никола Антонов – пълномощен министър, 1936 – 1939
- Тодор Христов – пълномощен министър, 1940
- Иван Стаменов – пълномощен министър, 1940 – 1944
- Димитър Михалчев – политически представител и пълномощен министър, 1944 – 1946
- Найден Курдаланов – пълномощен министър, 1946; посланик, 1948 – 1949
- Стела Благоева – посланик, 1949 – 1954
- Карло Луканов – посланик, 1954 – 1956
- Любен Герасимов – посланик, 1956 – 1963
- Стоян Караджов – посланик, 1963 – 1967
- Стоян Иванов – посланик, 1967 – 1973
- Димитър Жулев – посланик, 1973 – 1986
- Георги Панков – посланик, 1986 – 1990
- Владимир Велчев – посланик, 1991 – 1992

## Руска федерация
- Владимир Велчев – посланик, 1991 – 1992
- Володя Нейков – пълномощен министър, 1992 – 1994
- Христо Миладинов – посланик, 1994 – 1997
- Василий Такев – посланик, 1997 – 2000
- Илиян Василев – посланик, 2000 – 2006
- Пламен Грозданов – посланик, 2006 – 2012
- Бойко Коцев – посланик, 2012 – 2017
- Атанас Кръстин – посланик, 2017[1][2]